# Prix Lefty
Les prix Lefty sont des prix littéraires récompensant des écrivains, auteurs de roman policier.
Ils sont remis annuellement lors du Left Coast Crime, une conférence annuelle qui s'est tenue pour la première fois à San Francisco en 1991. 
Quatre prix sont attribués :
- Prix du meilleur roman policier humoristique (depuis 1996)
- Prix du meilleur roman policier historique (à partir de 2004, intitulé prix Bruce Alexander, pour un roman dont l’action se situe avant les années 1950, années 1960 depuis 2012, années 1970 depuis 2020)
- Prix du meilleur roman policier (depuis 2017)
- Prix du meilleur premier roman policier (depuis 2017)

En 2020, la conférence Left Coast Crime a reçu le prix Raven attribué par la Mystery Writers of America, récompensant « des réalisations exceptionnelles dans le domaine du mystère en dehors du domaine de l'écriture créative ».